# 蒙特利尔科学中心
蒙特利尔科学中心是加拿大魁北克省蒙特利尔的一个科学博物馆。它位于蒙特利尔旧港的爱德华国王码头（Quai King-Edward）。

## 历史
该博物馆成立于2000年，最初称为“iSci中心”（iSci Centre），2002年更名为蒙特利尔科学中心。 博物馆由蒙特利尔旧港公司（加拿大政府的国有企业加拿大土地公司的一个部门）管理 。该博物馆设有科学和技术的互动展览以及IMAX剧院。

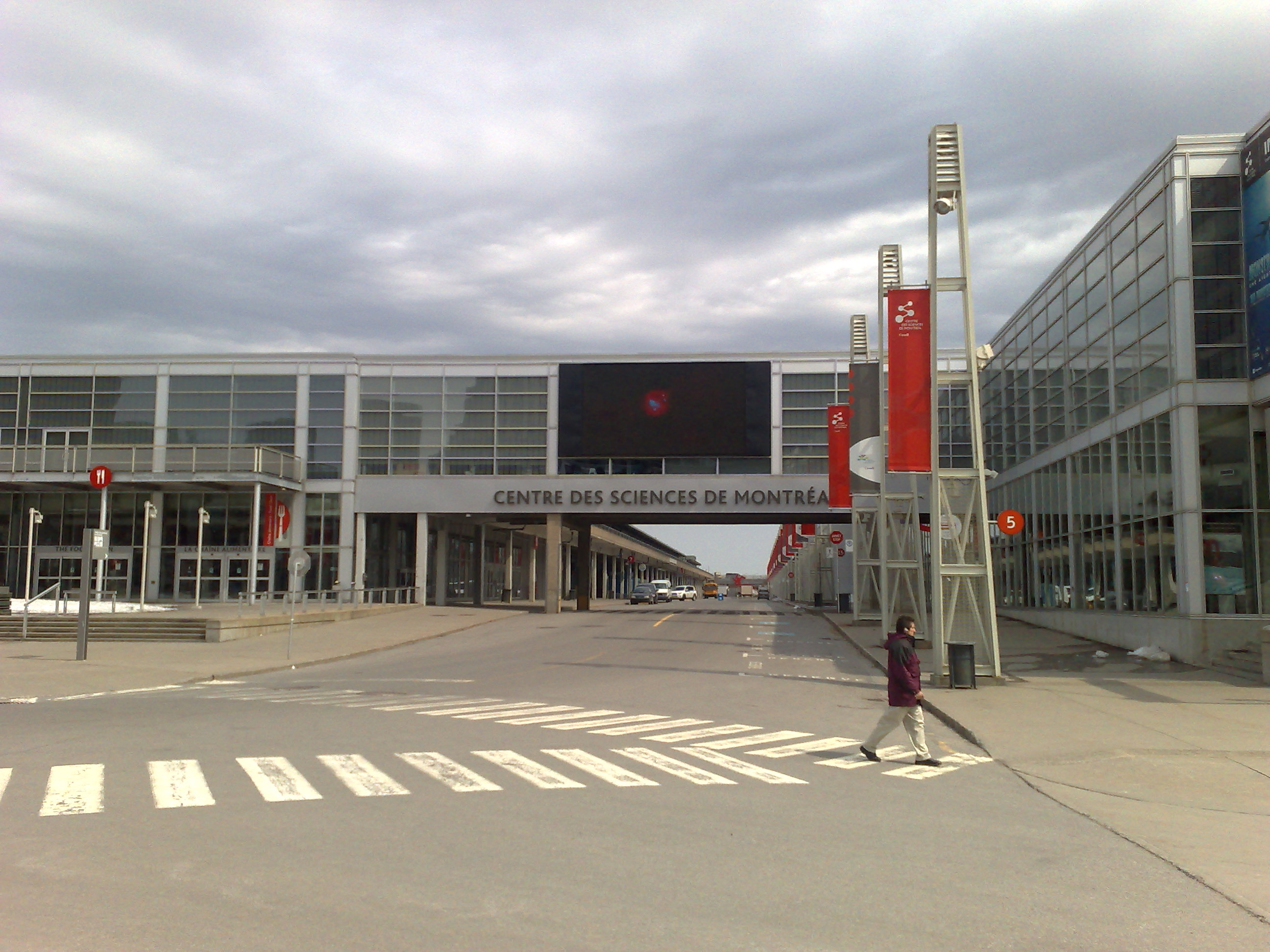
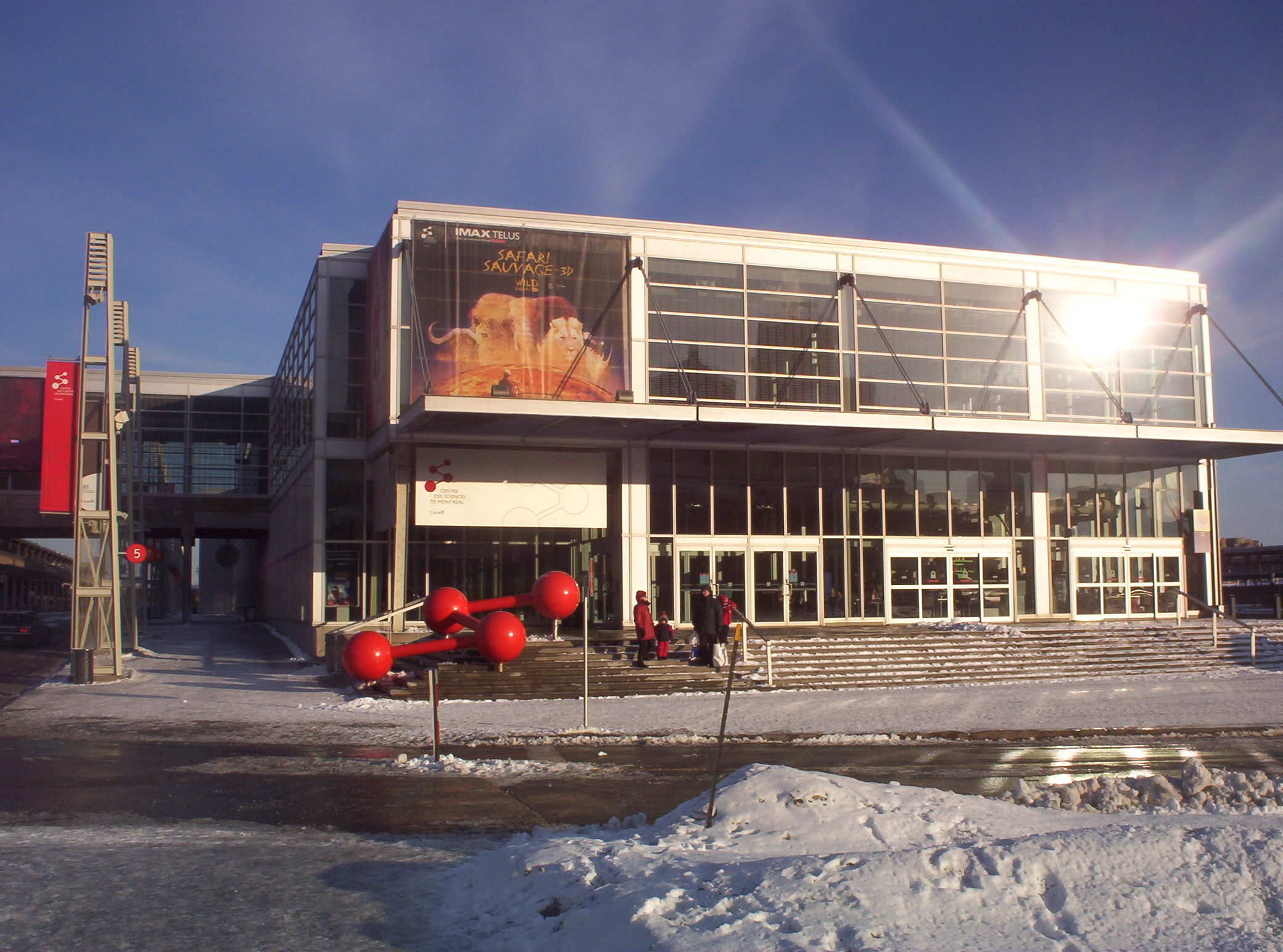
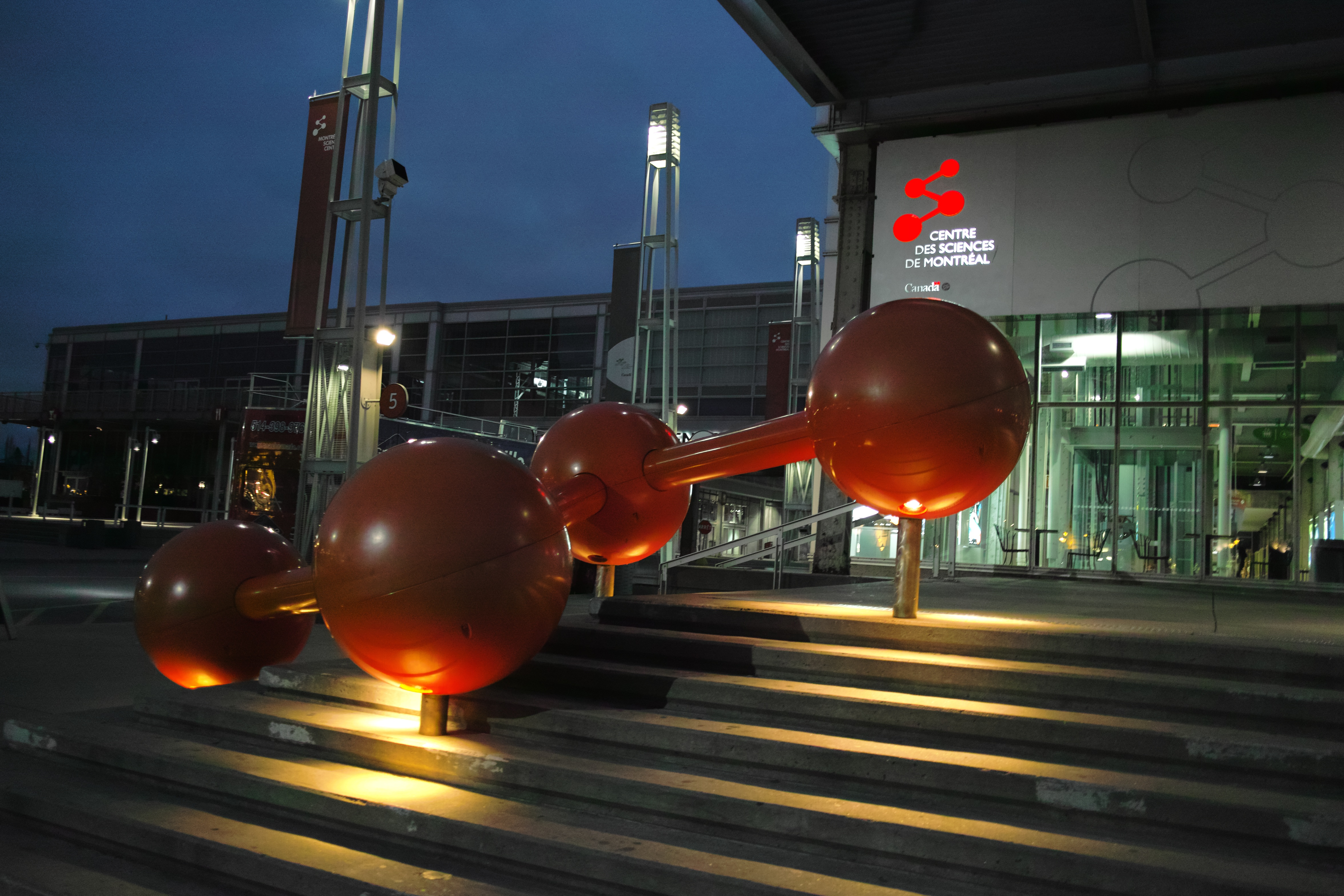